# Bracca scissa
Bracca scissa är en fjärilsart som beskrevs av Walker 1864. Bracca scissa ingår i släktet Bracca och familjen mätare. Inga underarter finns listade i Catalogue of Life.